# 3845 Neyachenko
3845 Neyachenko eller 1979 SA10 är en asteroid i huvudbältet som upptäcktes den 22 september 1979 av den rysk-sovjetiske astronomen Nikolaj Tjernych vid Krims astrofysiska observatorium på Krim. Den har fått sitt namn efter Ilya Isaakovich Neyachenko.
Asteroiden har en diameter på ungefär 25 kilometer.